# مارك أوغست بيكتي
مارك أوغست بيكتي (بالإنجليزية: Marc-Auguste Pictet )‏ (و. 1752 – 1825 م) هو فيزيائي، وعالم فلك، وعالم أرصاد جوية، وأستاذ جامعي من سويسرا . ولد في جنيف . وكان عضواً في الجمعية الملكية .
توفي في جنيف، عن عمر يناهز 73 عاماً.

## التعليم
تعلم في جامعة جنيف

## جوائز
حصل على جوائز منها:
- زميل في الجمعية الملكية.